# Olyntho Luna Freire de Pillar
Olyntho Luna Freire do Pillar (Rio de Janeiro, 30 de maio de 1900 – Rio de Janeiro, 18 de março de 1978) foi um farmacêutico e médico brasileiro.
Graduado em farmácia pela Universidade do Brasil (1921) e em medicina pela Escola de Medicina e Cirurgia do Rio de Janeiro (1935). Foi eleito membro da Academia Nacional de Medicina em 1945, sucedendo Alfredo da Silva Moreira na Cadeira 98, que tem Adolfo Frederico Luna Freire como patrono.